# بوستان تپه حاج عنایت
بوستان تپه حاج عنایت یکی از پارک‌های شهر همدان است که در حاشیهٔ شرقی واقع شده‌است. از مزایای این پارک وجود رصدخانه ابن صلاح همدانی است که از نظر علمی و اخترشناسی یکی از مراکز خوب کشور و دانشگاه بوعلی سینا است.